# De deserteurs (roman)
De deserteurs is een boek van Frank Martinus Arion. Hij heeft het boek geschreven in 2006. Het is zijn tot nu toe laatste roman.

## Verhaal
In deel I: “Het licht van Philadelphia” worden de quaker familie Blincker en de gevluchte slaven en reizigers die ze opvangen beschreven. Aan het hoofd van het huishouden staat James Blincker, vader van Timothy, die studeert aan Princeton, en man van Rosalyn. Verder wordt John Trotman voorgesteld. Hij is de zoon van een plantagehouder en wordt nu opgevangen door de familie Blincker. Wanneer John al helemaal tot de familie is toegetreden wordt Ho Ping als nieuweling opgenomen in de familie. Ho Ping heeft twee zeer belangrijke uitgangspunten. Ten eerste baseerde hij zich veelal op Merciers “L’an 2440”. Een boek waarin wordt uitgelegd hoe de wereld er in 2440 uitziet. Op de importantie van deze bron zal hij later terugkomen. Ten tweede is hij tegen het Chinese principe van opeenvolgende dynastieën die telkens weer bloedbaden met zich meebrengen omdat men zich niet in elkaar kan inleven.
Aangezien de familie leeft in de tijd van de Amerikaanse revolutie zijn ze in deel II: “De pijn van een ander” verplicht een kant te kiezen (die van de Engelsen of van de Amerikanen), maar daar zit voor de familie een groot knelpunt. Dit knelpunt wordt samengevat in het volgende gedicht:
“De onrechtvaardige
kan wel naar de rechter
maar niet om recht”
Het zegt dat je iemand (Engeland) niet kan veroordelen voor zijn daden (belasting heffen op thee) wanneer je je jezelf (Amerika) ook schuldig maakt aan onrechtvaardige daden (slavernij). De familie besluit dus om geen thee meer te drinken en zichzelf hard te maken tegen slavernij. Ondertussen kwam er een Afrikaanse jongen voor een slaapplaats bij de familie Blincker. Het huis was vol, maar ze brachten hem naar “het asiel” waar hij kon slapen. Mohammed was een prins in zijn land in Afrika, maar was naar Amerika vervoerd als een slaaf. Hij was van zijn eigenaar ontsnapt en via een aantal mensen bij de familie Blincker uitgekomen. Hij leeft uit de koran en haalt daar ook al zijn visies vandaan. Samen met Mohammed besluit John tegen erfelijke macht te zijn. Timothy en Ho Ping besluiten voor alles en tegen slavernij te zijn.
In deel III: “Aan den lijve” zoekt Ho Ping meer toenadering tot Mohammed vanwege zijn interesse in de koran en wat daarin staat over slavernij. Door zijn gesprekken met Mohammed komt Ho Ping erachter dat de wereld in al de jaren dat hij al bestaat eigenlijk nog niet is verbeterd en dat een revolutie niet de oplossing is. Hij is van mening dat er een soort universele verdraagzaamheid moet komen voordat we samen verder kunnen. Mohammed maakt het tot zijn taak de koran van deze tijd te maken. John en Timothy gaan naar een stripclub en worden daar geronseld voor een schip van het continentale leger.
In deel IV: “De zee van ellende” worden ook Mohammed en Ho Ping geronseld voor het schip de Andrew Doria. Op dit schip ervaren de jongens hoe het is om als slaven behandeld te worden. Ze protesteren en opperen dat de gang van zaken in tegenspraak met de onafhankelijkheidsverklaring is. Het doel van het schip is om het eerste Amerikaanse saluut te geven aan St. Eustatius. De jongens krijgen steeds meer waardering van en voor de kapitein. De kapitein vindt dat er geen verandering kan zijn zonder bloedvergieten. En de jongens moeten toegeven dat een weg zonder geweld miljoenen jaren gaat duren. Ze merken ook op dat geen enkele ideologie goed kan zijn wanneer de vrouw onderdrukt wordt. Ze is van dezelfde kleur, stam enzovoort, wanneer verschillende geslachten niet gelijk kunnen zijn, kunnen verschillende stammen dat ook niet. Bij St. Eustatius aangekomen geven ze het saluut en wordt het geaccepteerd. De kapitein wordt uitgenodigd op een feest en de jongens, als de beste roeiers, moeten hem brengen. Van daaruit ondernemen ze een vluchtpoging en kwamen ze op het eiland Saint Kitts.
In deel V: “De koningin van Sheba” handelt over het verblijf van de jongens in de krater van de koningin van Sheba. De leidster van een dorp vol deserteurs en gevluchte slaven. Ze worden daar heel bijzonder ontvangen door de Mary Ann, de koningin van Sheba, die hen troost, voedt en moed geeft. Ze is een krachtige vrouw, aan wie velen een voorbeeld zouden moeten nemen. Op Saint Kitts gaan alle jongens hun eigen weg. Mohammed verdiept zich helemaal in de defensie en later het bestuur van de nederzetting. Ho Ping wordt verliefd op Mary Ann en ze gaan samen proberen de mannen van de wereld te verlichten. Mohammed neemt de nederzetting, als prins, over. Timothy was ondertussen door een vissersboot naar Basseterre gebracht. John gaf het saluut van de Andrew Doria aan als een oorlogsdaad en hij werd in bescherming genomen en naar zijn thuisland Barbados gebracht.
Deel VI: “De bruid van Timothy” bestaat alleen uit een brief van Timothy aan John. Timothy bericht John dat zijn berichtgeving door alle kranten is overgenomen. Ook schrijft Timothy dat hij een relatie heeft met Pamela, een stripper waar John ook een relatie mee heeft gehad. Hij vraagt zich alleen af of John hun relatie zijn zegen geeft. Timothy vertelt verder over de ondergang van de Andrew Doria en over het overlijden van hun vader toen hij gevangen was genomen door de patriotten.
In deel VII : ” De koning valt aan” plant Engeland een aanval op Nederland. Nederland heeft Engeland namelijk verraden door het saluut van de Andrew Doria te accepteren.
In deel VIII : “De koning valt om” wordt St. Eustatius ingenomen door de Engelse troepen, de buit heeft Engeland echter nooit bereikt, deze werd door een Frans schip onderschept. John geeft Timothy ook zijn zegen voor zijn relatie met Pamela.